# Інтенсивне сільське господарство
Інтенсивне сільське господарство — це суспільний виробничий процес, спрямований на збільшення виробництва високоякісної продукції і зниження витрат на одиницю продукції, який полягає у використанні нових, більш ефективних засобів виробництва і збільшенні обсягів виробництва, підвищенні ефективності виробництва, поліпшенні якості продукції в галузі за рахунок розширення використання досягнень науково-технічного прогресу — застосування найбільш ефективних засобів і предметів праці (новітньої техніки, матеріалів, ресурсозберігаючих технологій), удосконалення організації виробництва і праці, поліпшення використання ресурсів і підвищення рівня обізнаності з останніми науково-технічними досягненнями. Це система сільськогосподарського виробництва, яка орієнтована на максимізацію врожайності та прибутку за умов високих трудових і фінансових витрат. Характеризується широким використанням високопродуктивної техніки, агротехніки та селекційної техніки, мінеральних добрив і засобів захисту рослин. Інтенсивне сільське господарство практикується переважно у високорозвинених країнах.
Інтенсифікація охоплює всі напрямки економічного розвитку сільськогосподарських підприємств, які базуються на широкому використанні досягнень науково-технічного прогресу і безпосередньо впливають на кінцевий результат виробництва.
Слабка система інфраструктури, нестабільна політична та економічна ситуація, висока зношеність техніки, нестабільні та непрогнозовані ціни на паливо, відсутність ефективної державної політики закупівель та низький рівень технологій виробництва впливають на рівень розвитку сільського господарства.
Деякі з використаних методів сприяють забрудненню ґрунту та навколишнього середовища. У деяких європейських країнах у цьому секторі економіки працює лише кілька відсотків від загальної кількості робочої сили. У Бельгії та Великій Британії цей показник становить менше ніж 2%.
Садівництво  особливий вид інтенсивного землеробства. Високі результати сільськогосподарського виробництва тут досягаються з невеликими витратами, величезною працею.